# Baldrick II
Baldrick II de Lieja, también llamado Balderik van Loon, fue el segundo príncipe-obispo del principado de Lieja, desde 1008 hasta su muerte el 29 de julio de 1018 en Heerewaarden (actualmente un núcleo del municipio neerlandés de Maasdriel).

## Biografía

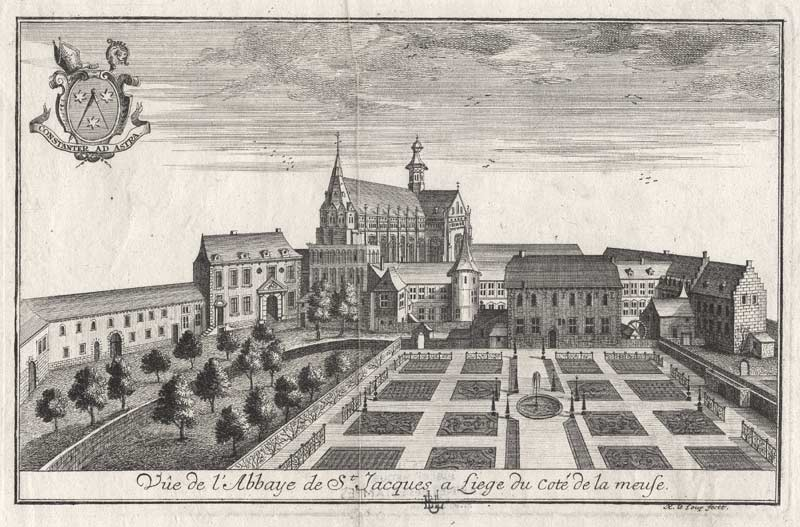
Abadía benedictina de Santiago el menor en Lieja. Obra de Remacle Leloup, 1735.

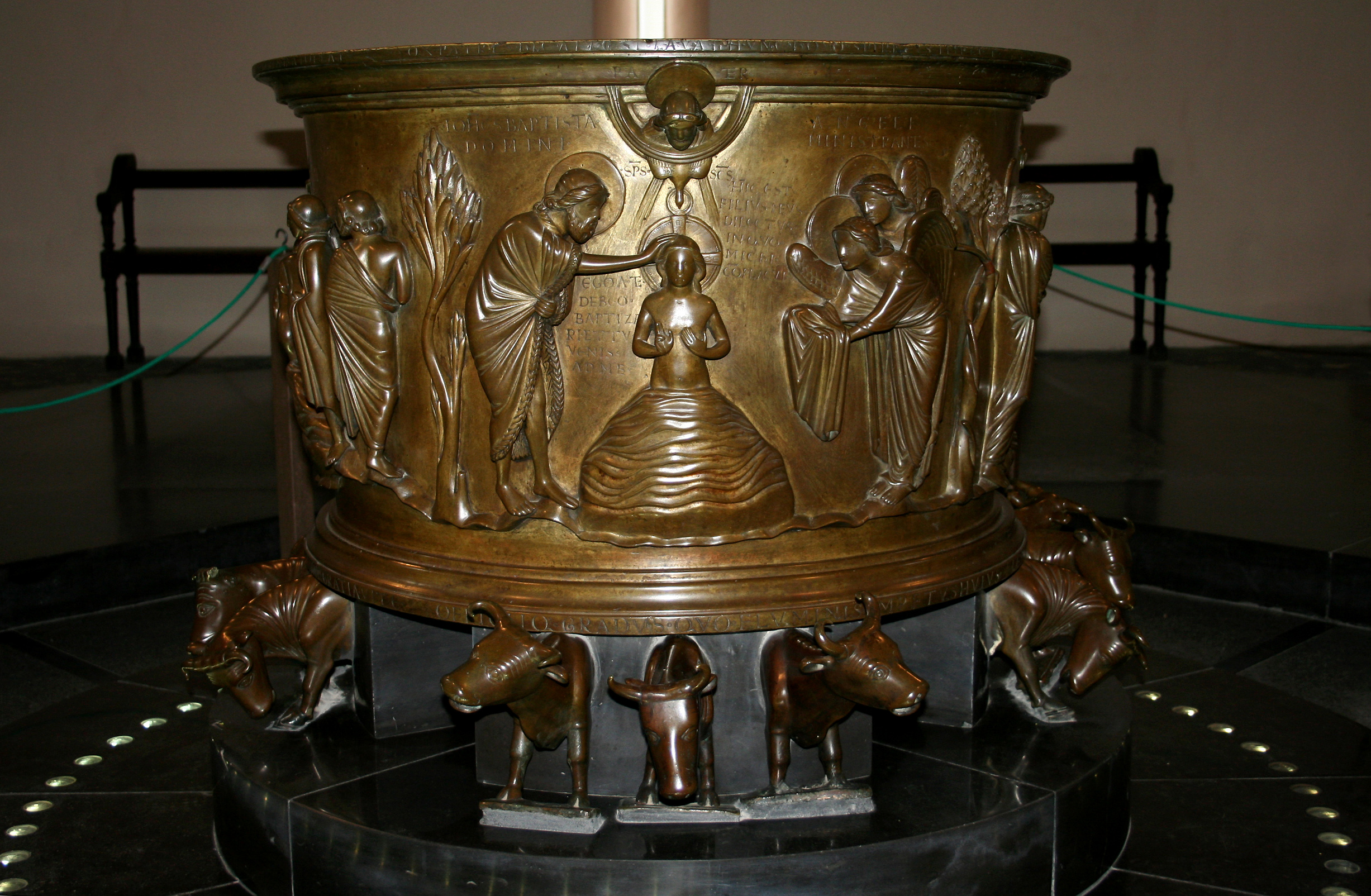
Pila bautismal de la iglesia de San Bartolomé, en Lieja. Atribuida a Reinier de Huy.

Aunque fue el primer príncipe de este nombre, se llamó el segundo ya que de 955 a 959 hubo un obispo del obispado de Lieja llamado  también Baldrick. Era sobrino de Reinier V de Mons, conde de Hainaut.
Fue capellán de los emperadores Otón III y Enrique II
En 1015, Baldrick estableció la abadía benedictina de Santiago el menor. Durante su mandato, la ciudad de Lieja creó enlaces culturales con Italia y el imperio bizantino.
Un obispo italiano llamado Juan, consejero de Baldrick, pintó los frescos de la nueva abadía. Al mismo tiempo, la obra de la colegiata de San Bartolomé se acabó, y es muy posible que artistas bizantinos que trabajaron en la capilla dedicada al mismo santo en Paderborn, luego viajaran hacia Lieja. La pila bautismal (1107-1118) en bronce de la antigua iglesia de la virgen (ahora en la iglesia de San Bartolomé), atribuida a un artista Reinier de Huy, del que no hay mucha información, muestra una innegable influencia bizantina.
Murió de camino con su ejército en ayuda del emperador Enrique II del Sacro Imperio Romano Germánico contra el conde de Holanda antes de la batalla de Vlaardingen. Fue enterrado en la abadía de Santiago, en Lieja.

### Citas
1. 1 2 3 4  «L'église impériale : de Baldéric II à Otbert» (en francés). Archivado desde el original el 3 de marzo de 2016. Consultado el 9 de marzo de 2014.
2. ↑  Fabritius, Karl Moriz (1792). Geschichte des Hochstifts Luttich (en alemán). Leipzig: Weidmannschen Buchhandlung. pp. 21-22. Consultado el 8 de marzo de 2014.
3. ↑  Stiennon, Jacques (1991). Histoire de Liège (en francés). Tolosa: Privat.